# Elatostema yonakuniense
Elatostema yonakuniense là loài thực vật có hoa trong họ Tầm ma. Loài này được Hatus. mô tả khoa học đầu tiên năm 1963.